# اچ‌ام‌اس تاین (پی۲۸۱)
اچ‌ام‌اس تاین (پی۲۸۱) (به انگلیسی: HMS Tyne (P281)) یک کشتی است که طول آن 79.9 m می‌باشد. این کشتی در سال ۲۰۰۳ ساخته شد.